# Les Paul
Les Paul (rođen kao Lester William Polsfuss 9. lipnja 1915.g. u mjestu Waukesha, Wisconsin - 13. kolovoza 2009.) američki je glazbenik, gitarist i inovator, zaslužan za brojna unapređenja modernih električnih instrumenata i unapređivanje tehnika snimanja glazbe. Njegovo ime nosi i jedan od najpopularnijih modela električne gitare, tvrtke Gibson Guitar Corporation, model Gibson Les Paul standard. 

## Diskografija

### Uspješnice
- "Rumors Are Flying" - Andrews Sisters & Les Paul (1946.)
- "Lover (When You're Near Me)" (1948.)
- "Brazil" (1948.)
- "What Is This Thing Called Love?" (1948.)
- "Nola" (1950.)
- "Goofus" (1950.)
- "Little Rock Getaway" (1950./1951.)
- "Tennessee Waltz" - Les Paul & Mary Ford (1950./1951.)
- "Mockin' Bird Hill" - Les Paul & Mary Ford (1951.)
- "How High The Moon" - Les Paul & Mary Ford (1951.)]
- "I Wish I Had Never Seen Sunshine" - Les Paul & Mary Ford (1951.)
- "The World Is Waiting For The Sunrise" - Les Paul & Mary Ford (1951.)
- "Just One More Chance" - Les Paul & Mary Ford (1951.)
- "Jazz Me Blues" (1951.)
- "Josephine" (1951.)
- "Whispering" (1951.)
- "Jingle Bells" (1951./1952.)
- "Tiger Rag" - Les Paul & Mary Ford (1952.)
- "I'm Confessin' (That I Love You)" - Les Paul & Mary Ford (1952.)
- "Carioca" (1952.)
- "In The Good Old Summertime" - Les Paul & Mary Ford (1952.)
- "Smoke Rings" - Les Paul & Mary Ford (1952.)
- "Meet Mister Callaghan" (1952.)
- "Take Me In Your Arms And Hold Me" - Les Paul & Mary Ford (1952.)
- "Lady Of Spain" (1952.)
- "My Baby's Coming Home" - Les Paul & Mary Ford (1952.)
- "Bye Bye Blues" - Les Paul & Mary Ford (1953)
- "I'm Sitting On Top Of The World" - Les Paul & Mary Ford (1953.)
- "Sleep" (Fred Waring's theme song) (1953.)
- "Vaya Con Dios (May God Be With You)" - Les Paul & Mary Ford (1953.)
- "Johnny (Is The Boy For Me)" - Les Paul & Mary Ford (1953.)
- "Don'cha Hear Them Bells" - Les Paul & Mary Ford (1953.)
- "The Kangaroo" (1953.)
- "I Really Don't Want To Know - Les Paul & Mary Ford (1954.)
- "I'm A Fool To Care - Les Paul & Mary Ford (1954.)
- "Whither Thou Goest - Les Paul & Mary Ford (1954.)
- "Mandolino - Les Paul & Mary Ford (1954.)
- "Hummingbird" - Les Paul & Mary Ford (1955.)
- "Amukiriki (The Lord Willing)" - Les Paul & Mary Ford (1955.)
- "Magic Melody" - Les Paul & Mary Ford (1955.)
- "Texas Lady" - Les Paul & Mary Ford (1956.)
- "Moritat" (Theme from "Three Penny Opera") (1956.)
- "Nuevo Laredo" - Les Paul & Mary Ford (1956.)
- "Cinco Robles (Five Oaks)" - Les Paul & Mary Ford (1957.)
- "Put A Ring On My Finger" - Les Paul & Mary Ford (1958.)
- "Jura (I Swear I Love You)" - Les Paul & Mary Ford (1961.)

### Albumi
- The Les Paul Trio
- Swingin' South
- Lover's Luau
- Warm and Wonderful
- The World is Still Waiting for the Sunrise
- New Sound
- Hits of Les and Mary
- Les Paul Now!
- Chester and Lester - album s Chet Atkinsom
- Les Paul: The Legend and the Legacy (izdanje 4-CDa iz 1996.g.: kronika njegovog rada zajedno s izdavačem Capitol Records)
- Les Paul & Friends: American Made World Played

## Vanjske poveznice
- Les Paul Online  Arhivirana inačica izvorne stranice od 22. lipnja 2017. (Wayback Machine)